# Wawa de Mataram
Pour les articles homonymes, voir Wawa.

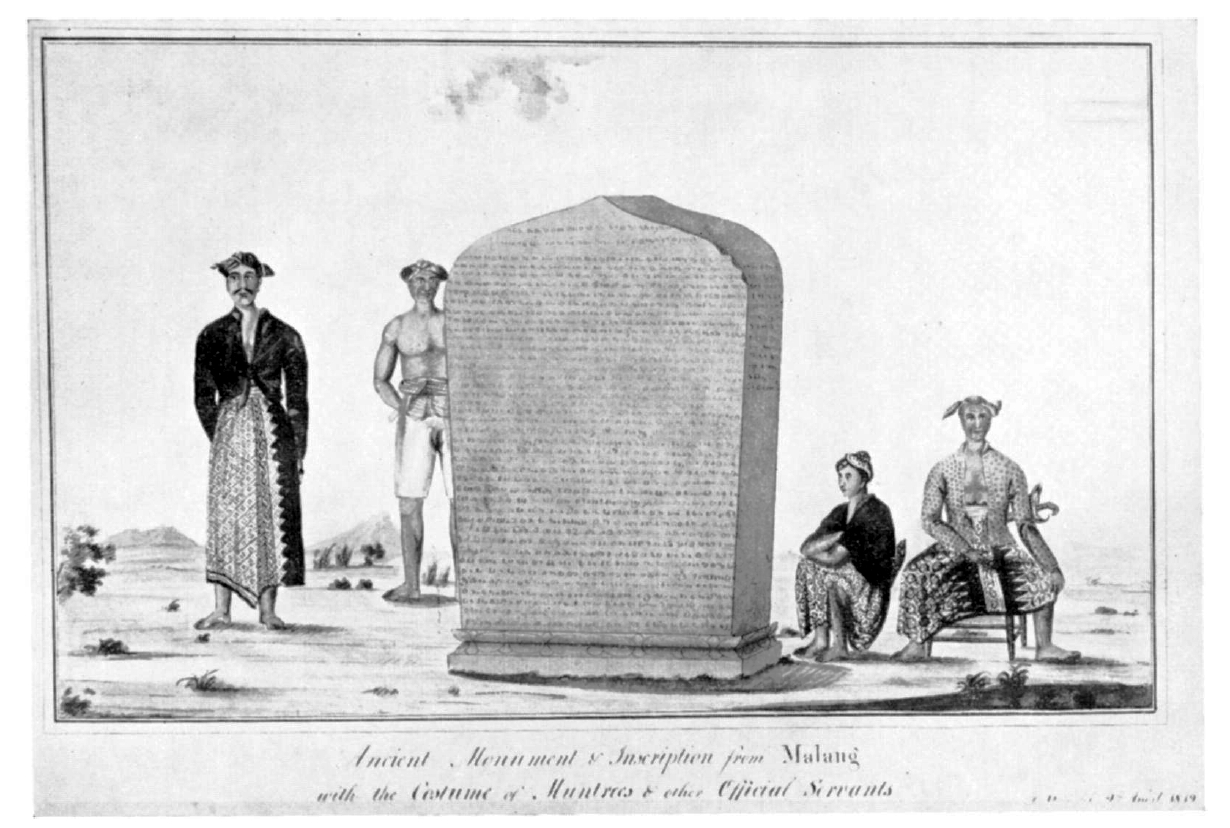
La "pierre de Minto", haute de 2 mètres et d'un poids de 3,8 tonnes, a été trouvée dans le hameau de Ngendat près de Malang et décrite par Colin Mackenzie en 1811-14

Sri Maharaja Rakai Pangkaja Dyah Wawa Sri Wijayalokanamottungga, plus connu en Indonésie sous le nom de Dyah Wawa, est le dernier souverain de l'ancien royaume de Mataram  dans le centre de Java (r. 924—929). Ce qu'on sait de lui provient essentiellement d'une inscription figurant sur la "pierre de Minto".
Le gendre et successeur de Wawa, Mpu Sindok (r. 929—947), déplace la cour de Mataram du centre Java vers l'est Java en 929. Sindok aurait été enterré dans le temple de Belahan près de Pasuruan à Java oriental.

## Sources
- « Javanese demand repatriation of Minto's stone of contention », The Southern Reporter,‎ 6 février 2008 (lire en ligne, consulté le 28 février 2011)
- « Indonesia demands historic stone back », The Scotsman,‎ 4 février 2008 (lire en ligne, consulté le 28 février 2011)
- « Ancient relic to return from Scotland », The Jakarta Post,‎ 25 janvier 2008 (lire en ligne, consulté le 28 février 2011)